# 모튼 블랙웰
모튼 블랙웰(Morton C. Blackwell: 1939년 11월 16일) 콜로라도주 라 자라 출신으로 미국의 보수주의 전략가이며 행동가이다. 그는 리더쉽 인스터튜트를 설립하여 보수주의자들에게 정치운동의 기술을 가르치고 있다.
이정훈 (교수)는 그가 PLI 단체를 만든 이유에 대하여 블랙웰의 가르침으로 왔다고 주장하였다.